# 7344-es mellékút (Magyarország)
A 7344-es számú mellékút egy öt és fél kilométer hosszú, négy számjegyű mellékút Veszprém vármegye déli részén. Fő szerepe, hogy Káptalantóti, közvetetten pedig a Káli-medence más települései számára biztosít kapcsolatot a 71-es főút badacsonyi szakasza felé.

## Nyomvonala
Badacsonytomajon indul, a 7316-os út 1+200-as kilométerszelvényénél lévő körforgalmú csomópontban, észak felé. Kezdeti szakasza a Káptalantóti utca nevet viseli, de pár száz méter után már el is hagyja a település lakott részeit. 2,2 kilométer megtétele után éri el Rizapuszta városrészt, és itt át is lép Nemesgulács területére. Csak kis szakaszon húzódik ez utóbbi település közigazgatási területének keleti peremén, 2,8 kilométer után már Káptalantóti határában halad.

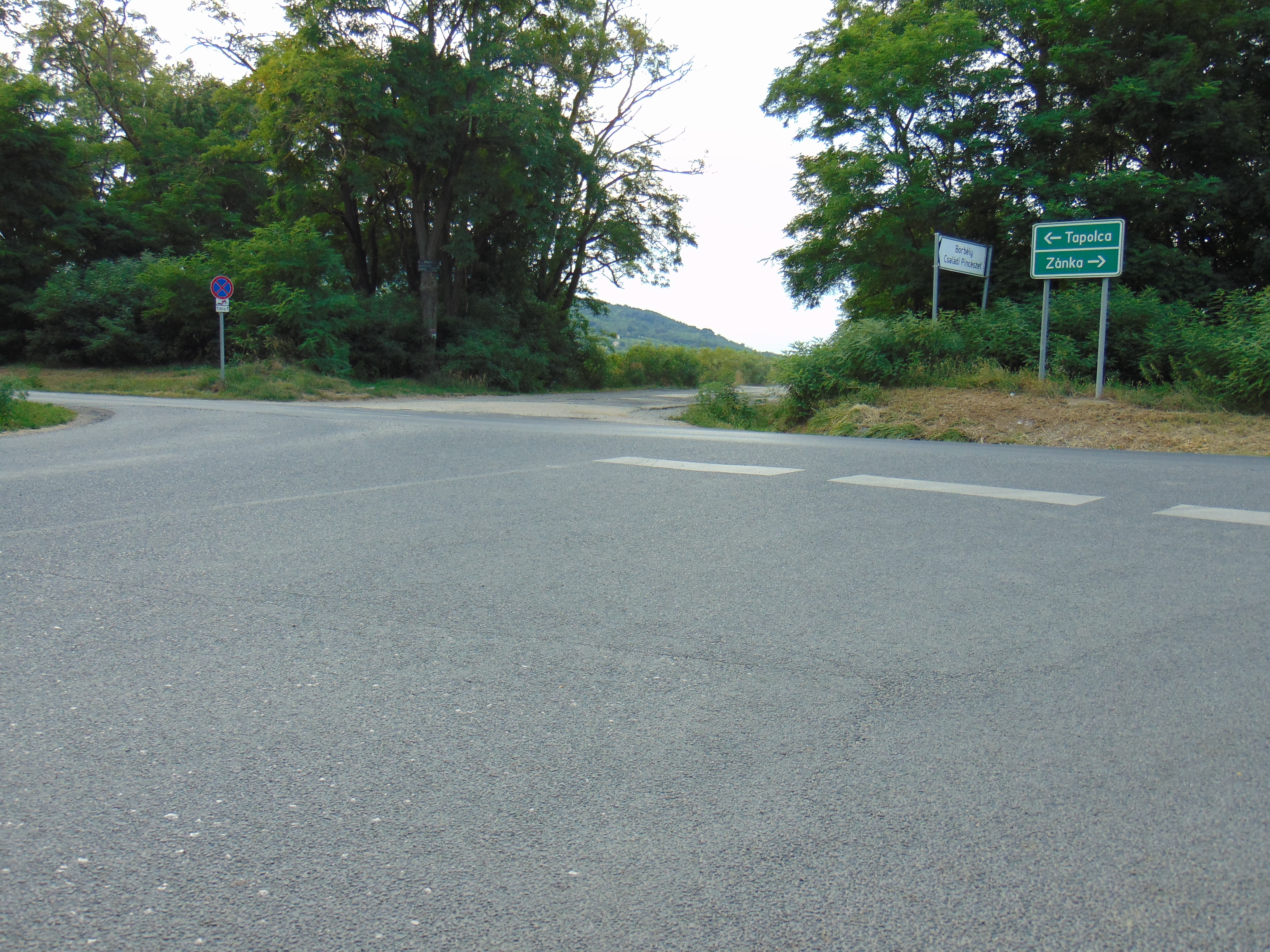
A 7313-as út út a 7344-es betorkollásánál, az utóbbi út felől nézve, Káptalantóti határában

Negyedik kilométerének elhagyása után érkezik Káptalantóti belterületére, ahol a Badacsonyi utca nevet veszi fel. 4,7 kilométer megtétele után találkozik a 73 144-es számú mellékúttal, ami 900. méterszelvényénél tart, de nem keresztezik, csak érintik egymást: ez az út a 7313-as útból ágazik ki a falu északnyugati peremén, és ettől a találkozási ponttól Nemesgulács felé húzódik tovább. Ugyanezen találkozási ponttól a 7344-es út Petőfi Sándor utca néven halad tovább és a falu északi szegélyén a 7313-as útba torkollva ér véget, annak 15+150 kilométerszelvénye közelében.
Teljes hossza, az országos közutak térképes nyilvántartását szolgáló kira.gov.hu adatbázisa szerint 5,520 kilométer.

## Települések az út mentén
- Badacsonytomaj
- Badacsonytomaj–Rizapuszta
- (Nemesgulács)
- Káptalantóti